# Marulanda
Marulanda è un comune della Colombia facente parte del dipartimento di Caldas.
Il centro abitato venne fondato dal generale Cosme Marulanda, Eleuterio Gómez e Pedro Mejía nel 1877, mentre l'istituzione del comune è del 1895.